# Nanno Marinatos
Nanno Ourania Marinatos (en griego: Ναννώ Μαρινάτου, Atenas, 1950) es una arqueóloga estadounidense de ascendencia griega, especializada en historia y literatura griega antigua, religión griega e iconografía minoica.

## Biografía
Es hija del famoso arqueólogo griego Spyridon Marinatos, con quien colaboró. Estudió estudios clásicos y arqueología en los Estados Unidos, doctorándose en 1978 con la tesis: Thucydides and Traditional Religion en la Universidad de Colorado en Boulder. Ha enseñado antigüedad clásica y arqueología en el Oberlin College de Ohio (1978-79), Universidad de Colorado (1981), Universidad Loyola Chicago (1991/92) y University of Illinois (2000-actualidad). Actualmente es profesora emérita del Departamento de Estudios Clásicos y Mediterráneos en la Universidad de Illinois en Chicago.
Sus intereses principales están relacionados con la historia de las religiones antiguas y con la sociedad minoica en áreas relacionadas con la influencia de la religión en el comportamiento de la clase dominante, y con los cultos religiosos en general. Sus contribuciones han aparecido en las principales revistas de filología clásica, antigüedad e historia de las religiones (The American historical review, Numen, Classical Review, The Journal of Religion, Journal of Hellenic Studies, Classical Philology o Gnomon).)
Además de trabajos históricos, ha publicado guías turísticas para varios lugares: Lindos (1983), Akrotiri (1983) o Creta (1984), así como otros textos escolares o trabajos científicos para circulación interna en universidades.
Ella es partidaria de la teoría de la Diosa Madre.

## Reconocimientos
Entre sus principales reconocimientos se encuentran:
- Miembro del Instituto Arqueológico Austríaco en Atenas.
- Miembro del Instituto Arqueológico Alemán (Korespondierendes Mittglied)
- Miembro de la Academia de Ciencias de Austria.
- Miembro de la Sociedad Arqueológica de Atenas.
- Galardonada con el premio Felix Neubergh Lecture 2017: Gotemburgo, Suecia, 30 de mayo de 2017.

## Obras principales
- Thucydides and Religion, Konigstein, Hain 1981.
- Sanctuaries and Cults in the Aegean Bronze Age (con Robin Hägg) (Stockholm-Lund, Svenska institutet i Athen, 1981.
- The Minoan Thalassocracy: Myth and Reality (con Robin Hägg), Stockholm-Göteborg, Svenska institutet i Athen, 1984.
- Art and religion in Thera: reconstructing a Bronze Age society, Atenas, D. & I. Mathioulakis, 1984.
- Minoan sacrificial ritual: cult practice and symbolism , Estocolmo, P. Åström, 1986.
- Minoan religion: ritual, image, and symbol, Columbia, University of South Carolina Press, 1993.
- Greek sanctuaries: new approaches (con Robin Hägg), Londres-Nueva York, Routledge, 1993.
- The goddess and the warrior: the naked goddess and mistress of animals in early Greek religion, Londres-Nueva York, Routledge, 2000.
- Minoan kingship and the solar goddess: a Near Eastern koine, Urbana, University of Illinois Press, 2009.
- Sir Arthur Evans and Minoan Crete. Creating The Vision of Knossos, Londres, I. B. Tauris, 2015.

### Traducidas al español
- Nanno Marinatos (2019). La Diosa del Sol y la realeza en la Antigua Creta. Madrid: Antonio Machado Libros. p. 334. ISBN 9788477743316.